# ستيفاني دي أرمينيا
ستيفاني الأرمينية وأيضا هي معروفة بـ ريتا (بعد 1195 - يونيو 1220)؛ هي ابنة الوحيدة لـ ليو الأول ملك أرمينيا وزوجته الأولى إيزابيل لم يُعرف أصلها من أين.
في عام 1214 تزوجت من جون دي بريين، ملك بيت المقدس الوصي، وبعد عامين أنجبت ستيفاني ابنه الوحيد جان، في عام 1219 توفي والدها اعترف بارونات المملكة بـ ابن شقيقته ريموند-روبين الذي اعتبر وريثاً له، ولكن وهو على فراش الموت سمى ابنته الثانية إيزابيل كوريثة له، وكانت ستيفاني في ذاك الوقت حية وأيضا لديها ابن، مما أدى زوجها إلى المطالبة بالعرش بالنيابة عنها، وكذلك طالب ريموند بنصيبه.
ترك جان الحملة الصليبية في فبراير 1220، وزعم على زيارة أرمينيا للضغط بالمطالبة على العرش بالنيابة عن زوجته وابنه، ولكن مع يونيو 1220 توفيت ستيفاني، ولم يمض وقت طويل حتى توفي ابنهما هو الآخر، وبذلك لم يعد لجان المطالبة بالعرش بعد الآن.
تم القبض على ريموند-روبين وقضى أيامه الأخيرة في السجن حتى وفاته في 1222، وبذلك أصبحت شقيقتها الملكة بلا منازع.